# Пернак, Мето
Ме́то Пе́рнак (н.-луж. Měto Pernak, 17 марта 1938 года, Ной-Цаухе, Германия) — нижнелужицкий писатель, публицист, переводчик и издатель. Председатель лужицкого культурного общества Матица сербская. Лауреат премии имени Якуба Чишинского.

## Биография
Родился в семье лютеранского священника. Изучал русистику, географию и французскую филологию. Во времена ГДР за свои взгляды преследовался службой безопасности Штази. С 1993 года по 2006 год был председателем лужицкого культурного общества Матица Сербская.
10 июля 2009 получил премию имени Якуба Барта-Чишинского за издательскую, публицистическую и переводческую деятельность в области нижнелужицкого языка и литературы. Эту премию он получил 17 октября 2009 года в монастыре Мариенштерн в Паншвиц-Кукау из рук премьер-министра Саксонии Станислава Тиллиха.

## Сочинения
- «Stara serbska wjas Raduš», 1994;
- «650 lět Janšojce», 1996;
- «Wěcsław Serb-Chejnicańsk», Serbska poezija 47, 2001;
- «nošer Myta Ćišinskeho», 2009;
- «Serbska poezija 57», 2011

## Источник
- Měto Pernak lawreat Myta Ćišinskeho 2009, Pomhaj Bóh, nowember 2009
- Дни лужицко-сербской литературы и искусства